# Citrato di diammonio
Il citrato di diammonio (o citrato d'ammonio bibasico) è un sale di ammonio dell'acido citrico, avente formula C6H8O7 · 2 NH3.
A temperatura ambiente si presenta come un solido bianco inodore.